# Hemigymnus
A Hemigymnus a sugarasúszójú halak (Actinopterygii) osztályába a sügéralakúak (Perciformes) rendjébe és az ajakoshalfélék családjába tartozó nem.

## Rendszerezés
A nembe az alábbi 3 faj tartozik:
- Hemigymnus fasciatus
- Hemigymnus melapterus
- Hemigymnus sexfasciatus